# Il mio treno/Lontano
Il mio treno/Lontano è un singolo di Gloriana, pubblicato nel 1983 dall'etichetta discografica Shoking.

## Il mio treno
Il mio treno, firmato dal gruppo Romans, è il brano presentato dall'artista napoletana al Festival di Sanremo 1983 alla sua seconda ed ultima partecipazione alla manifestazione. Si tratta di una canzone di protesta per i disagi causati dai disservizi delle Ferrovie dello Stato. La protagonista addenta un panino per smorzare l'attesa condividendo il momento con un passeggero calabrese, che le offre del vino e le racconta i motivi della sua partenza, e con il controllore che sorvola per non comunicarle l'effettivo ritardo del treno. Una volta salita a bordo, si ritrova a dover fare il viaggio in piedi non avendo potuto prenotare. Trovato un posto più in testa dopo essersi destreggiata tra i viaggiatori, ne approfitta per riflettere sulla situazione: chi parte per cosa, chi è sicuro che qualcuno all'arrivo lo aspetta, chi è triste perché perde un amico ed è convinto di trovarlo tra la gente, e sulla vita; paragonando quest'ultima a una stazione: "C'è chi parte e chi resta...".
Il pubblico, all'epoca ancora poco sensibile all’argomento, non accolse con grande entusiasmo il pezzo che fu eliminato alla prima serata. L'interpretazione fu altresì compromessa dalla base musicale preregistrata che si accavallò, come nei casi di Viola Valentino e di Sibilla, al cantato in diretta con degli importuni ritorno audio e fastidiose eco.
Dopo la sfortunata partecipazione al Festival, alla pari di quella del 1976, Gloriana limitò la sua carriera quasi esclusivamente al solo territorio partenopeo; diventando tuttavia una delle più celebri interpreti della canzone napoletana.

## Lontano
Lontano è il lato B, che riporta la stessa firma degli autori del brano del lato A.

## Tracce
7" Shoking SH NP 901
1. Il mio treno - 3:38 (S. Subelli, G. Nisi, G. Natili, S. Aloisio, F. Anfuso)
2. Lontano - 3:28 (S. Subelli, G. Nisi, G. Natili, S. Aloisio)